# FK Sevojno Point
A Sevojno Point (cirill írással: ФК Севојно Ужице) szerb megszűnt labdarúgócsapat Sevojnóból. Legnagyobb sikere a 2008–2009-es szerbkupa-döntő, ahol 3–0-ra kikapott ugyan a későbbi bajnok Partizantól, a kupadöntős jogán a 2009–2010-es Európa-liga második selejtezőkörében indulhatott.
A 2009–10-es szerb másodosztályú küzdelmek során ezüstérmesként végzett, így az élvonalba jutott. 2010. július 1-jén egyesült a Sloboda Užice együttesével, és új néven, Sloboda Point Sevojnó-ként kezdte meg első osztályú szereplését.

## Sikerei
- Szerbkupa-döntős:

1 alkalommal (2009)

## Nemzetközi szereplése
| Idény     | Kupa        | Forduló         | Klub   | Eredmény | Eredmény |
| --------- | ----------- | --------------- | ------ | -------- | -------- |
| 2009–2010 | Európa-liga | 2. selejtezőkör | Kaunas | 0–0      | 1–1      |
| 2009–2010 | Európa-liga | 3. selejtezőkör | Lille  | 0–2      | 0–2      |

## Külső hivatkozások
- FK Sevojno (hivatalos honlap)